# Sternotomis pupieri
Sternotomis pupieri là một loài bọ cánh cứng trong họ Cerambycidae.